# Madden NFL 09
Madden NFL 09 är ett amerikanskt fotbollsspel baserat på NFL som publicerades av EA Sports och utvecklades av EA Tiburon. Det är den 20:e årliga spelet i Madden NFL-datorspelets franchise. Spelet släpptes för Nintendo DS, PlayStation 2, PlayStation 3, PlayStation Portable, Wii, Xbox, Xbox 360 och mobiltelefon. Det var också det sista datorspelet för Xbox som producerades och släpptes i Nordamerika och det sista Madden-spelet som släpptes för Nintendo DS. En GameCube-version avbröts på grund av systemets avbrott under 2007